# Música per a infants i joves
La música per a infants i joves o música infantil és un gènere caracteritzat d'obres d'un vocabulari musical accessible per a joves. Es caracteritza entre d'altres per melodies a primera vista relativament senzilles i una lletra amb tornades freqüents.
Conté entre altres obres del folklore tradicional com a cançons de bressol, cançons per tirar sort i obres de compositors coneguts. Té diferents formes i funcions. Primer hi ha el plaer de crear un estat de flux de mer plaer de reproduir un tema conegut. Com el plaer de cantar una cançó apresa a l'escola i de descobrir per exemple, que els avis la coneixen també. També té una funció de joc pedagògic destinat al desenvolupament general en estimular la imaginació i creativitat i oferir un ventall de recursos que aporten un descobriment de les mateixes possibilitats en el ritme, la veu, la psicomotricitat i l'audició. La melodia igualment pot ajudar a memoritzar el nom de les parts del cós, els números, l'abc. Una altra música es compon més aviat per aprendre a tocar un instrument o tocar en grup. Grans i petits compositors s'hi dediquen pel mer plaer de crear obres que plauen a infants i joves, sense cap menyspreu o complex de no compondre per a adults.
Amb l'obra Schulwerk, Carl Orff (1895-1982) va revolucionar l'ensenyament de la música als joves des dels quatre anys, basat en la idea que fer música des de l'inici és més important que llegir i el tradicional solfeig avorrit. Molts compositors van cedir obres per incorporar al seu mètode. Catalunya té una llarga tradició de música per a infants. De fet, a l'edat mitjana, com el Sínode d'Antioquia va prohibir el 379 a les dones de cantar a l'església catòlica, calien nois o castrats per la veu soprano. Al segle xii l'Escolania de Montserrat és una de les escoles de música per a joves més antigues a Occident. A Girona el 1478 el cardenal Joan Margarit i Pau (1420-1484) va crear una escola de música per a infants a la Catedral de Girona. En aquesta tradició van continuar entre molts d'altres Domènec Mas i Serracant i Ireneu Segarra que va desenvolupar mètodes d'ensenyament musical imaginatius i innovadors.

## Composicions destacades
- Simfonia de les Joguines
- «Schlafe mein Prinzchen, schlafe ein» de Johann Friedrich Anton Fleischmann (1766-1798) (atribuït a Mozart)
- Setze Cançons per a infants (Seize chansons pour enfants), opus 54, de Piotr Ilitx Txaikovski (1840-1893)
- Pere i el llop (1936) conte musical per a nens de Serguei Prokófiev (1891-1953)
- Guia d'orquestra per a joves (1946) de Benjamin Britten (1913-1976)

## Grups catalans destacats
No necessàriament toquen música infantil al sentit propi, però realitzen programes amb música accessible per a joves en un context més adaptat que la tradicional sala de concert amb el seu ritu de silenci respectuós. Segons Enderrock hi ha a Catalunya creacions de música per a infants «que no tenen res a envejar a les creacions que es fan per a públic adult en la invenció i la qualitat sonora i interpretativa».
- Campi Qui Pugui
- Cucorba
- Els Mainasons[7]
- Pep Puigdemont
- El Pot Petit
- Xiula